# Kevin Briceño
Kevin Enrique Briceño Aragort, noto semplicemente come Kevin Briceño (24 agosto 2000), è un giocatore di calcio a 5 venezuelano.

## Carriera
Briceño ha disputato, con la nazionale maschile di calcio a 5 del Venezuela, la Copa América 2024 e la successiva Coppa del Mondo 2024 di cui è stato protagonista. A livello di club deve la sua consacrazione ai Centauros con cui ha debuttato, nel 2023, nella Coppa Libertadores.